# Stagg
Stagg (Nardus stricta) är en växt i familjen gräs, den enda i släktet Nardus ("staggar"). 

## Bygdemål
| Namn        | Trakt                                       | Referens    |
| ----------- | ------------------------------------------- | ----------- |
| Borstgräs   |                                             | [ 1 ]       |
| Finnskägg   | Norra Närke, Värmland                       | [ 2 ] [ 3 ] |
| Getskägg    |                                             | [ 1 ]       |
| Hera        | Medelpad, Västerbotten                      | [ 1 ]       |
| Hära        | Dalarna, Delsbo i Hälsingland, Ångermanland | [ 1 ] [ 4 ] |
| Stålgräs    |                                             | [ 4 ]       |
| Äng(s)borst | Dalarna, Hälsingland, Ångermanland          | [ 1 ]       |

## Beskrivning
Detta gräs växer i tuvor och är grönt året om. De blågröna trådsmala bladen är rörformat invikta och står rakt upp. De skott som ska bära blommor sträcker sig över tuvans blad och får senare gulaktiga fröställningar. Blomman har 3 ståndare med violetta märken och 1 pistill.
Växten är diploid med kromosomtal 2n=26.
Den blir 5–10 cm hög, blomställningar kan dock nå 20 cm. Blomningen sker i maj (i södra Skandinavien).
Boskap ratar ofta stagg vid bete vilket beror på dess höga innehåll av lignin och kiseldioxid (kiselsyra). Detta sliter också hårt på lien vid slåtter, varför stagg blivit avskydd av bonden.

## Habitat
Den trivs bäst där den inte alls är skuggad. I fjälltrakter finns stagg i söderlägen, i Jotunheimen upp till 1 750 m ö h; i norra Norge upp till ca 600 m ö h.

## Biotop
Mager gräsmark. Stagg kan ta rollen som pionjärväxt på helt humusfri jord och kan ses till exempel i bilspår, på vägrenar och på sanddyner. Den är kalkskyende, och trivs alltså bäst på sura jordar.

### Förväxlingsart

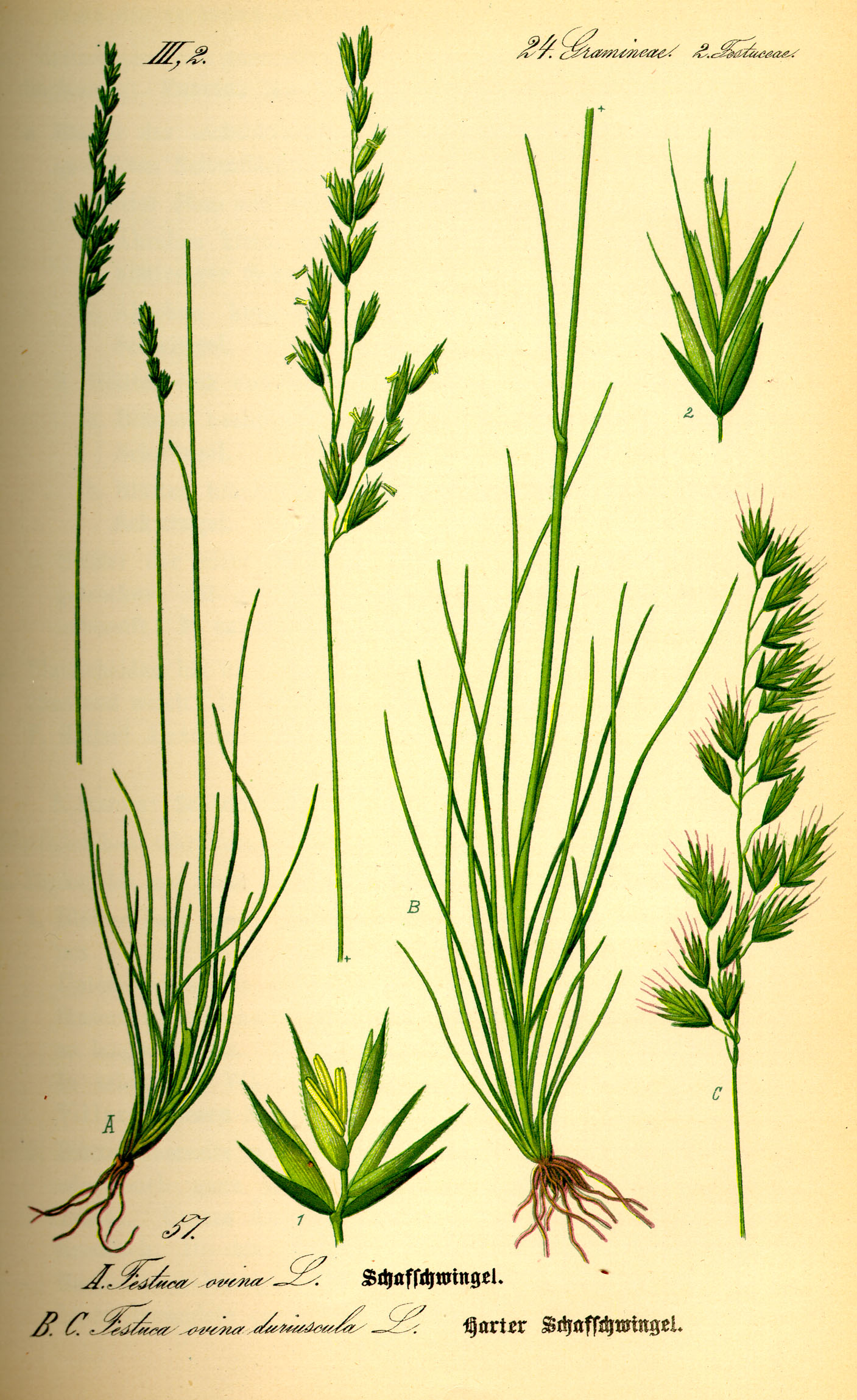
Fårsvingel
Axet skiljer sig från staggens
Teckning av Otto Wilhelm Thomé i Flora von Deutschland, Österreich und der Schweiz, Gera 1885

En liknande art är Fårsvingel, Festuca ovina. Den skiljs från stagg lättast genom vippans utseende.

## Utbredning
Stagg är vanlig i hela Sverige, utom övre Norrland. Vanlig i hela Danmark och Norge och södra Finland. Vanlig i större delen av Centraleuropa.

### Utbredningskartor
- Norden
- Norra halvklotet

## Etymologi
- Nardus kan härledas från grekiska nardos, en växt (borstgräs) nämnd i skrifter sen långt före Kristus.[5] Nardos kan i sin tur härledas från hebreiska nerd = vasstrå, av sanskrit nalah med samma betydelse.[6]
- Stricta kommer av latin strictus = rak, styv